# نورثرن ریورز
نورثرن ریورز یا رودهای شمالی (به انگلیسی: Northern Rivers) ناحیه‌ای واقع در ایالت نیو ساوت ولز در استرالیا می‌باشد.